# 绍斯盖特 (伦敦)
绍斯盖特（英語：Southgate）是英國倫敦北部的一個地區。绍斯盖特地處巴尼特區和恩菲爾德區之間，位於查令十字以北8英里（12.9）處。绍斯盖特有英格蘭最大的一棵橡樹，據傳已有800年的樹齡。